# یونیون گو
یونیون گو (به ژاپنی: ユニオン号) یک کشتی جنگی متعلق به ژاپن بود. این کشتی در سال ۱۸۵۴ میلادی دررودرهاید در انگلستان ساخته شد. در دوره باکوماتسو در سال ۱۸۶۵، تاجر انگلیسی توماس بلیک گلاور بنام قلمروی ساتسوما ولی در واقع برای خریدار اصلی قلمروی چوشو به مبلغ ۵۰۰۰۰ ریو این کشتی را از یک شرکت انگلیسی به نام جاردین ماتسون خریداری کرد. این کشتی در اختیار ساکاموتو ریوما که مدیر یک شرکت نیروی دریایی خصوصی، بنام کایئنتای بود، قرار گرفت و ریوما از آن برای تهیه و حمل سلاح به قلمروی چوشو استفاده می‌کرد.
این کشتی بعد از دومین اردوکشی چوشو به قلمروی چوشو واگذار شد.